# Język gamkonora
Język gamkonora, także motiloa – język zachodniopapuaski używany w prowincji Moluki Północne w Indonezji, przez grupę etniczną Gamkonora. Według danych szacunkowych z 1987 r. posługiwało się nim wówczas 1500 osób. Należy do grupy języków północnohalmaherskich.
Jego użytkownicy zamieszkują kilka wsi (Gamsungi, Gamkonora, Talaga, Tahafo) na północno-zachodnim wybrzeżu wyspy Halmahera (kecamatany Ibu Selatan i Ibu Tengah, kabupaten Halmahera Barat). W regionie panuje wysoki poziom wielojęzyczności. W użyciu są także języki: indonezyjski, lokalny malajski i ternate . Pobliskie języki to tabaru, sahu i waioli. Część osób ma przynajmniej bierną znajomość języków swoich sąsiadów. W gamkonora zaznaczyły się wpływy leksyki malajskiej, powszechny jest też code switching. Podstawowy szyk zdania SOV został wyparty przez SVO.
Nazwa „gamkonora” pochodzi z języka ternate; lokalne określenie tego języka i grupy etnicznej to „motiloa”.
Bywa klasyfikowany dwojako: jako oddzielny język (w ramach grupy języków sahu) bądź jako dialekt języka sahu. L.E. Visser i C.L. Voorhoeve (1987) zaliczyli gamkonora i waioli do dialektów sahu. Sama społeczność nie używa w odniesieniu do swojego języka nazwy „sahu” i jest uważana za grupę odrębną od Sahu (Pa’disua i Tala’i). Na odrębność gamkonora, zarówno od sahu, jak i waioli, wskazali C.E. Grimes i B.D. Grimes (1984/1994). W publikacji Peta Bahasa gamkonora wymieniono pośród dialektów języka ternate.
Jest bliski leksykalnie językowi waioli. John Bowden informuje, że lokalne rozróżnienie między gamkonora a waioli sprowadza się do czynników religijnych (Gamkonora to muzułmanie, a Waioli to chrześcijanie). W publikacji Ethnologue wyróżniono jednak dwa oddzielne języki waioli i gamkonora, zgodnie z identyfikacją samych użytkowników. W języku gamkonora zidentyfikowano dwa dialekty (dialekt wsi Gamkonora, Talaga i Tahafo oraz dialekt wsi Gamsungi), drugi z nich jest szczególnie bliski waioli.
Jest zagrożony wymarciem. Do lat 80. XX w. pozostawał preferowanym środkiem komunikacji. Od pocz. XXI w. zaczął być wypierany przez malajski, który wkracza również do sfery kontaktów domowych; umocniła się też pozycja języka narodowego (szerzonego od 1950 r.). Dokumentacją języka gamkonora zajmował się John Bowden wraz z badaczami z Indonezyjskiego Instytutu Nauk. Powstał skrótowy słownik: Kamus kecil Gamkonora-Indonesia-Inggris (2014).